# Lọc tuyến tính
Trong xử lý ảnh, cơ sở tính toán của phép lọc tuyến tính là dựa trên phép nhân chập. Ảnh thu được sẽ là tổng hợp trọng số hay là trung bình trọng số các điểm lân cận với mặt nạ, điểm chịu tác động của biến đổi là điểm ở tâm mặt nạ. Ngoài ra, còn có bộ lọc thông dãi với mục đích giữ lại vùng tần số giữa thấp và cao. Tác dụng của các bộ lọc này nhằm khôi phục ảnh, Một mặt nạ lọc tuyến tính 3x3 có đáp ứng như sau:
{\displaystyle R=w_{1}z_{1}+w_{2}z_{2}+...+w_{9}z_{9}}